# Аль-Кадисия (футбольный клуб, Эль-Хубар)
«А́ль-Кадиси́я» (араб. القادسية‎) — саудовский футбольный клуб из города Эль-Хубар, выступающий в Саудовском первом дивизионе. Основан в 1967 году. Домашние матчи проводит на стадионе им. принца Сауда аль-Джилюви, вмещающем 10 000 зрителей и расположенном в городе Эль-Хубар. За свою историю клуб 1 раз выигрывал Кубок наследного принца и 1 раз Кубок федерации футбола Саудовской Аравии, 1 раз становился победителем Кубок обладателей кубков Азии.

## Название
Клуб был назван в честь Кадисийской битвы, произошедшей на  территории современной иракской мухафазы Кадисия в ноябре 636 года, когда арабские войска разбили численно превосходящие силы Сасанидской Персии.

## Клубные цвета
| Красный | Жёлтый |

## История
Клуб был создан в 1967 году путём объединения двух команд из Эль-Хубара, которые были созданы ранее таким же образом, путём объединения всех существовавших на тот момент в городе клубов, а самая первая команда в Эль-Хубаре была создана в 1935 году.
Золотым периодом для Аль-Кадисии является начало 1990-х годов, когда команде удалось выиграть Кубок наследного принца Саудовской Аравии, Кубок Саудовской федерации футбола и Кубок обладателей кубков Азии, больших успехов клубу достичь не удалось. По итогам сезона 2007/08 Аль-Кадисия заняла последнее, 12-е место в Премьер-лиге, в результате чего её покинула и была переведена во второй эшелон саудовского футбола.

## История выступлений
| Сезон   | Дивизион     | Место       | Кубок |
| ------- | ------------ | ----------- | ----- |
| 1976/77 | Премьер-Лига | 6-е         |       |
| 1977/78 | Премьер-Лига | 5-е         |       |
| 1978/79 | Премьер-Лига | 5-е         |       |
| 1979/80 | Премьер-Лига | 8-е         |       |
| 1980/81 | Премьер-Лига | 3-е         |       |
| 1981/82 | Премьер-Лига | 5-е (Гр. А) |       |
| 1982/83 | Премьер-Лига | 7-е         |       |
| 1983/84 | Премьер-Лига | 4-е         |       |
| 1984/85 | Премьер-Лига | 8-е         |       |
| 1985/86 | Премьер-Лига | 9-е         |       |
| 1986/87 | Премьер-Лига | 9-е         |       |
| 1987/88 | Премьер-Лига | 7-е         |       |
| 1988/89 | Премьер-Лига | 8-е         |       |
| 1989/90 | Премьер-Лига | 6-е         |       |
| 1990/91 | Премьер-Лига | 9-е         |       |
| 1991/92 | Премьер-Лига | 6-е         |       |
| 1992/93 | Премьер-Лига | 8-е         |       |
| 1993/94 | Премьер-Лига | 5-е         |       |
| 1994/95 | Премьер-Лига | 8-е         |       |

| Сезон   | Дивизион     | Место | Кубок |
| ------- | ------------ | ----- | ----- |
| 1995/96 | Премьер-Лига | 10-е  |       |
| 1996/97 | Премьер-Лига | 12-е  |       |
| 1997/98 | 1ª           | 3-е   |       |
| 1998/99 | 1ª           | 7-е   |       |
| 1999/00 | 1ª           | 2-е   |       |
| 2000/01 | Премьер-Лига | 11-е  |       |
| 2001/02 | 1ª           | 1-е   |       |
| 2002/03 | Премьер-Лига | 3-е   |       |
| 2003/04 | Премьер-Лига | 7-е   |       |
| 2004/05 | Премьер-Лига | 7-е   |       |
| 2005/06 | Премьер-Лига | 8-е   |       |
| 2006/07 | Премьер-Лига | 10-е  |       |
| 2007/08 | Премьер-Лига | 12-е  |       |
| 2008/09 | 1ª           | 1-е   |       |
| 2009/10 | Премьер-Лига | 10-е  |       |
| 2010/11 | Премьер-Лига | 13-е  |       |
| 2011/12 | Премьер-Лига | 13-е  |       |
| 2012/13 | 1ª           |       |       |

## Достижения

### Внутренние
Обладатель Кубка наследного принца Саудовской Аравии: (1)
- 1991/92

Обладатель Кубка Саудовской Федерации футбола: (1)
- 1993/94

Финалист Кубка Саудовской Федерации футбола: (2)
- 1989/90, 1992/93

### Международные
Обладатель Кубка обладателей кубков Азии: (1)
- 1994

Финалист Арабского кубка обладателей кубков: (1)
- 1993/94

## Контактная информация
Эль-Хубар, Саудовская Аравия
12345 а/я 321